# Jean-François Paillard

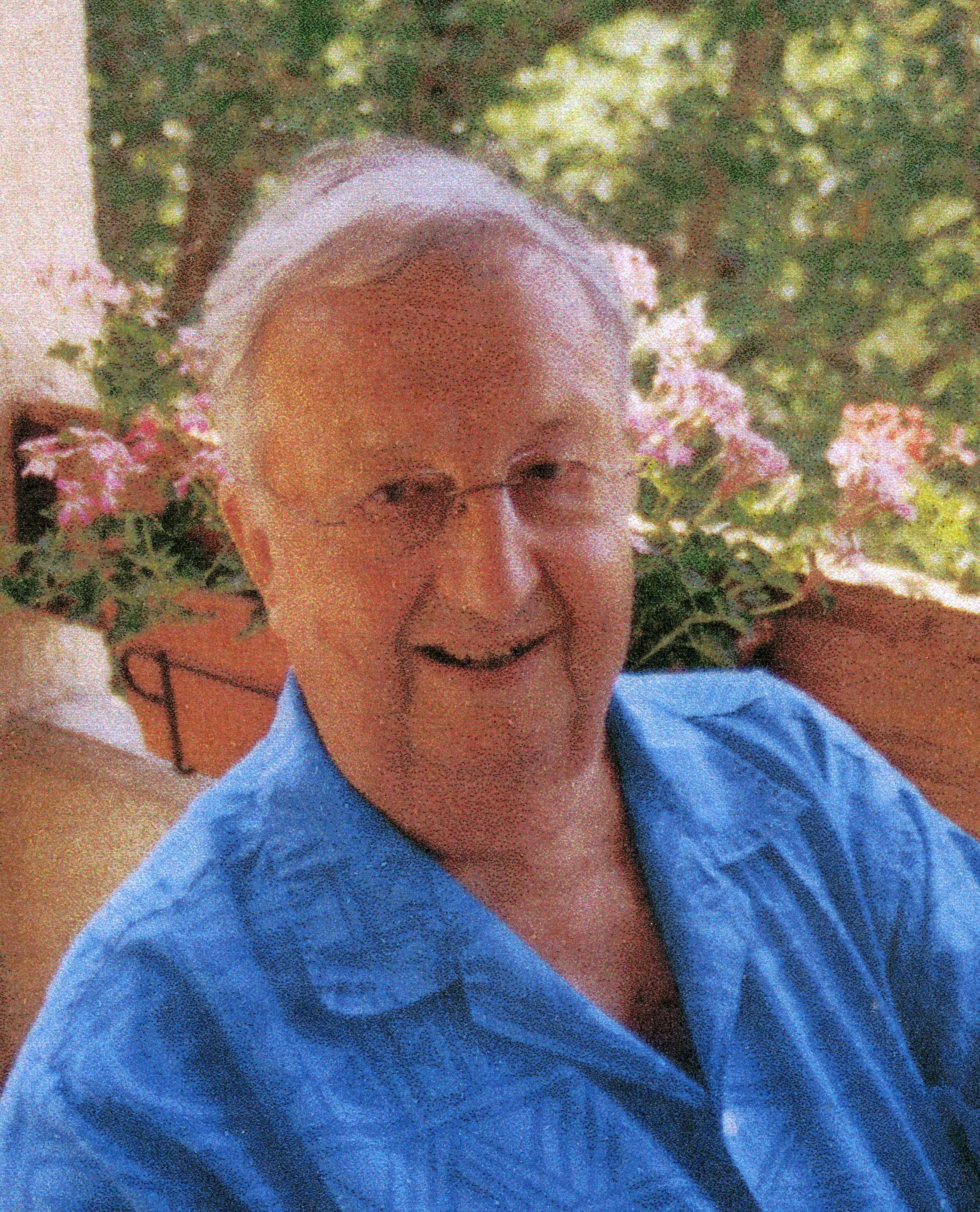
Jean-François Paillard

Jean-François Paillard (Vitry-le-François, 12 april 1928 - Saint-Auban-sur-l'Ouvèze, 15 april 2013) was een 20e-eeuwse Franse orkestdirigent. Behalve het vastleggen van een muzikale stijl die wordt erkend door veel musici, heeft hij een deel van de Franse muziek die geschreven werd voorafgaand aan het tijdperk van Hector Berlioz, herontdekt.

## Biografie
Jean-François Paillard kreeg zijn muzikale scholing aan het Parijse conservatorium en aan het Mozarteum te Salzburg. Hij was student bij Igor Markevitch voor orkestdirectie en bij Norbert Dufourcq voor musicologie. Hij is tevens gediplomeerd in de exacte wetenschappen.
In 1953 richtte hij het instrumentaal ensemble Jean-Marie Leclair op (genoemd naar de componist). Dit orkest werd in 1959 het kamerorkest Jean-François Paillard. Zijn eerste plaat, Musique française au XVIIIème siècle (Franse muziek uit de 18e eeuw), uitgebracht in juni 1953, was revolutionair op het gebied van de interpretatie van de barokmuziek. Er volgden nog vele andere opnames die al snel musici uit de hele wereld aanspraken en ertoe brachten om hun inzichten in de interpretatie van de Europese bladmuziek van de 17e en 18e eeuw geheel en al te herzien.
Naast zijn grote discografie heeft hij 50 jaar lang tournees gemaakt over de 5 continenten, in het bijzonder in Europa, in de Verenigde Staten en in Japan. Alle grote festivals ter wereld vochten om de eer om hem uit te kunnen nodigen. Zo heeft hij 1480 keer de De vier jaargetijden van Vivaldi in concert ten gehore gebracht. Verder heeft hij lang samengewerkt met de grootste Franse musici van zijn tijd, hetzij tijdens concerten, hetzij voor plaatopnames.
Met name met de trompettist Maurice André, de fluitisten Jean-Pierre Rampal en Maxence Larrieu, de harpiste Lily Laskine, de hoboïsten Pierre Pierlot en Jacques Chambon, de klavecinist Robert Veyron-Lacroix, de organiste Marie-Claire Alain en fagottist Paul Hongne. Zij allen bewonderden bij hem de precisie van tempi en articulatie, de rijkdom van het klankbeeld en de breedvoerige gebaren. Zijn orkest bestond uit 12 snaarinstrumenten en een klavecimbel. De eerste violist was tot 1969 Huguette Fernandez, daarna kwam een van de beroemdste violisten van de 20e eeuw, Gérard Jarry, op deze post.
Paillard is ook gevraagd andere orkesten te dirigeren, zoals het English Chamber Orchestra en het Tokyo Symfonieorkest, waarmee hij meerdere plaatopnames heeft gemaakt. Daarnaast publiceerde hij in 1960 de serie Archives de la musique instrumentale (Archief van de instrumentale muziek) en La Musique Française classique (Franse klassieke muziek).
In april 2008 werd in Japan met grote eer zijn 80e verjaardag gevierd. In de Verenigde Staten werd recent een van zijn opnames uitgekozen voor beroemde barokmelodieën, the best selling classical recording of all time.
Paillard is op 15 april 2013 overleden in Saint Auban sur l'Ouvèze in de Drôme Provençale.

## Zijn stijl
Paillard is geen musicus van de romantische stijl die zich in de barok is gaan verdiepen. Tegelijk met zijn werk als orkestdirigent heeft hij alle Europese bibliotheken doorgeplozen op zoek naar documenten over de uitvoering van de muziek, die is gecomponeerd vóór Mozart. Op die manier heeft hij het grootste deel van de daarvan nog bestaande muziek al voor 1960 verzameld. Met behulp van zijn opnames (ongeveer 10 per jaar vanaf 1956) hebben alle Europese conservatoria kennis kunnen maken met de geluidsresultaten en de stijlvormen uit zijn onderzoek. Het resulteerde in een minder romantische en strakkere stijl in zijn interpretaties. Midden jaren '60 speelde geen enkel Europees orkest meer op een romantische manier de barokmuziek, dit in tegenstelling tot wat 10 jaar daarvoor nogal gangbaar was.
In het midden van de jaren 70, kwam de muziek van de 18e eeuw-revolutie op gang, ook wel bekend als Oude Muziek. Paillard kon zich niet vinden in de nieuwe esthetische opvattingen die trachtten zich een weg te banen in Europa in het daarop volgende decennium. Hij heeft zelfs de essentiële elementen van deze "Oude Muziek van de 18e eeuw"-stijl, welke het succes ervan uitmaakten, te weten "authentieke instrumenten", de stemvorkfrequentie op 415 Hz, het opblazen van noten en kinderstemmen in de vocale muziek, categorisch geweigerd over te nemen. Het was zijn beroepseer in de interpretatie te na, waardoor hij gedurende een zekere tijd nogal wat vijandigheid te verduren kreeg van bepaalde Franse critici. Maar zijn vasthoudendheid heeft er ook toe geleid dat nu, twee decennia later, zijn stijl weer vaak toegepast en aangehangen wordt in de muziekkritiek: gemengde stemmen in koren, eerherstel voor de stemvorkfrequentie op 440 Hz in de meeste opnames vanaf 2000 en zelfs een terugkeer van de contra-altstem, ook in de rijen van de meest vasthoudende kenners van de muziek in de 18e eeuw.
In het begin van de 21e eeuw is de stijl van Paillard weer in praktisch alle Franse conservatoria gangbaar. Het is een synthese tussen het romantische frasé en de "Muziek van de 18e eeuw"-golfbeweging. Deze stijl is zelfs beschermd in conservatoria in een aantal landen, waaronder in Aziatische landen en de Verenigde Staten.

## Discografie
Zijn oeuvre omvat meer dan 300 opnames, die deels zijn bekroond met een prijs, waarvan 29 Grands Prix du Disque.
Deze opnames gaven het Franse publiek in de jaren 60 de gelegenheid om de grote barok-werken zoals het Canon van Pachelbel, Water Music van Händel, de concerten voor 3 en 4 klavecimbels van Bach te ontdekken, alsmede het grootste deel van de instrumentale werken van Franse componisten uit de 17e en 18e eeuw. Hij was in veel gevallen de eerste ter wereld die bepaalde werken opnam, waaronder het complete werk van 12 concerten van Jean-Marie Leclair (de enige opgenomen versie tot op heden).
Zijn eerste opname bracht de platenmaatschappij Erato bekendheid. Hij was overigens de musicus die de grootste successen behaalde voor dit bedrijf, met onder andere het concert voor fluit en harp van Mozart, het Canon van Pachelbel en de Brandenburgse Concerten van Bach. Zijn samenwerking met Erato heeft 32 jaar geduurd en eindigde abrupt met het vertrek van Philippe Loury, de directeur van het bedrijf. Paillard had op dat moment 235 opnames onder dit label gemaakt. Twee jaar later, in 1986, tekende hij een overeenkomst met BMG, waarmee hij heeft samengewerkt tot 2002.

## Historische opnames
1. J S Bach: Suite in si mineur (Suite in H mol), opgenomen in 1958 (met Ch. Lardé), in 1962 (met M. Larrieu), in 1968 (met M. André), in 1971 (met J-P. Rampal), in 1976 (met A. Marion) en in 1987 (met Ph. Pierlot).
2. J S Bach: Concerto en ré mineur pour clavier (concert in d mol voor piano), opgenomen in 1958 en in 1968 (met R. Veyron-Lacroix), in 1977 (met M-Cl. Alain) en in 1993 (met R. Siegel).
3. J S Bach: l'intégrale des Brandebourgeois (alle Brandenburgse concerten), opgenomen in 1973 (met M. André, J-P. Rampal, A. Marion, P. Pierlot, J. Chambon, P. Hongne, G. Jarry en A.M. Bekensteiner) en in 1990 (met Th. Caens, M. Larrieu, M. Sanvoisin, Th. Indermüle, G. Jarry en R. Siegel).
4. Vivaldi/J S Bach: Concerto à 4. Version 4 violons (concert voor 4, versie met 4 violen), in 1958 (met H. Fernandez), in 1970 en in 1989 (met G. Jarry). Version 4 claviers (versie met 4 piano’s) in 1959 en 1968 (met R. Veyron Lacroix), in 1981 (met A. Queffelec).
5. Vivaldi: Les Quatre Saisons, (de 4 seizoenen), opgenomen in 1959 (met H. Fernandez), in 1976, 1988 en 1991 (met G. Jarry) en in 2002 (met S. Kudo).
6. Händel: Water Music, opgenomen in 1960, 1973 en 1990.
7. Albinoni: Adagio, opgenomen in 1958, 1975, 1983, 1988, 1990 en 1996.
8. Mozart: Petite musique de nuit (Eine kleine Nachtmusik), opgenomen in 1960, 1969, 1978 en 1987.
9. Mozart: Concerto pour clarinette (concert voor klarinet), opgenomen in 1958 en 1963 (met J. Lancelot) en in 1991 (met M. Arrignon).